# Władysław Grzegorz Branicki
Il conte Władysław Grzegorz Branicki (San Pietroburgo, 13 febbraio 1783 – Varsavia, 15 agosto 1843) è stato un generale polacco.

## Biografia
Era il figlio di Franciszek Ksawery Branicki (1731-1819), e di sua moglie, Aleksandra von Engelhardt (1754-1838), nipote di Grigorij Aleksandrovič Potëmkin.

## Carriera
Nel 1782 intraprese la sua carriera militare nel Reggimento Preobraženskij. Nel 1791 venne promosso a tenente. Nel 1801 ricoprì la carica di ciambellano.
Nel 1807 si arruolò come volontario nell'esercito moldavo e combatté contro i turchi. 1809 fu nominato aiutante di campo e nel 1812 fu al seguito dell'imperatore Alessandro I.
Il 17 aprile 1812 fu promosso al grado di colonnello. Partecipò alle Guerre napoleoniche. Dopo la Battaglia di Parigi fu nominato generale.
Il 22 agosto 1826 ricoprì la carica di Jägermeister. L'8 maggio 1831 divenne senatore e nel 1838 divenne consigliere.

## Matrimonio
Nel 1813 sposò Rose Stanislavovna Potocki (1780-1862), figlia di Stanisław Szczęsny Potocki. Ebbero sette figli:
- Franciszek (1816-1881), sposò la contessa Praskov'ja Zamoyska;
- Elizaveta (1820-1876), sposò il conte Zygmunt Krasiński
- Aleksandr (1821-1877), sposò Anna Hołynska;
- Sof'ja (1821-1886), sposò il principe Livio Erba-Odelscalchi;
- Konstantin (1824-1884), sposò la contessa Jadwiga Potocka;
- Ekaterina (1825-1907), sposò il conte Adam Józef Potocki;
- Władysław Michał (1826-1884), sposò la principessa Maria Aniela Sapieha.

## Morte
Morì il 15 agosto 1843 a Varsavia.